# Ptychadena mapacha
Ptychadena mapacha é uma espécie de anfíbio da família Ranidae.
Pode ser encontrada nos seguintes países: Namíbia, e possivelmente Angola, Botswana e Zâmbia.
Os seus habitats naturais são: savanas áridas e marismas intermitentes de água doce.